# FK Senica
FK Senica is een in 1921 opgerichte voetbalclub uit Senica, Slowakije.

## Geschiedenis
De club werd opgericht in 1921 als Železná únia Senica. Sindsdien is de naam vele malen gewijzigd. Van 1951-1954 speelde de club voor het eerst buiten de regionale reeksen toen het in de tweede klasse speelde van het toenmalige Tsjecho-Slowakije. In 1976 werd de club kampioen in de vierde klasse en promoveerde naar de derde klasse. Een jaar later werd de tweede klasse die één reeks bevatte voor heel het land vervangen door drie reeksen die op basis van geografie ingedeeld werden waardoor Senica opnieuw op het tweede hoogste niveau speelde. De club werd een vaste waarde in de tweede klasse en eindigde meestal in de middenmoot. In 1983 en 1986 werd de derde plaats bereikt, de beste klassering van de club. In 1993 werd de club laatste. Na dit seizoen viel de unie van Tsjechië en Slowakije uit elkaar en werden de landen onafhankelijk.
Senica ging in de Slowaakse derde klasse spelen. In 1999 promoveerde de club voor twee seizoenen naar de tweede klasse. In 2002 promoveerde de club opnieuw en fuseerde met FK 96 Ress Častkov. In 2004 en 2005 degradeerde de club echter waardoor ze in de vierde klasse verzeild geraakten. In 2008 kreeg de club een nieuwe sponsor die ambitieus was. Senica werd kampioen en kocht de licentie van traditierijke club Inter Bratislava over, dat net kampioen geworden was in de tweede klasse en kort daarop ontbonden werd. Senica speelt zo in 2009/10 voor het eerst op het hoogste niveau.

## Naamsveranderingen
- 1921 — Železná únia Senica
- 1928 — AC Senica
- 1934 — FC Senica
- 1941 — ŠK Vískóza Senica
- 1945 — ŠK Chemické závody Senica
- 1948 — Sokol Chz Hodváb Senica
- 1953 — DŠO Iskra Senica
- 1955 — Slavoj Senica
- 1956 — TJ Iskra Senica
- 1960 — TJ Dimitrov Senica
- 1967 — TJ Záhoran Senica
- 1969 — TJ Slovenský Hodváb Senica
- 1990 — FK Slovenský Hodváb Senica
- 2004 — FK Senica

## Eindklasseringen
| Seizoen   | №         | Clubs     | Divisie      | Duels     | Winst     | Gelijk    | Verlies   | Doelsaldo | Punten    | Tsch      |
| Slowakije | Slowakije | Slowakije | Slowakije    | Slowakije | Slowakije | Slowakije | Slowakije | Slowakije | Slowakije | Slowakije |
| --------- | --------- | --------- | ------------ | --------- | --------- | --------- | --------- | --------- | --------- | --------- |
| 2009–2010 | 6         | 12        | Corgoň Liga  | 33        | 12        | 7         | 14        | 34–44     | 43        | 2.321     |
| 2010–2011 | 2         | 12        | Corgoň Liga  | 33        | 18        | 7         | 8         | 54–30     | 61        | 2.310     |
| 2011–2012 | 4         | 12        | Corgoň Liga  | 33        | 15        | 12        | 6         | 47–23     | 57        | 1.485     |
| 2012–2013 | 2         | 12        | Corgoň Liga  | 33        | 16        | 7         | 10        | 40–34     | 55        | 2.134     |
| 2013–2014 | 6         | 12        | Corgoň Liga  | 33        | 13        | 7         | 13        | 45–47     | 46        | 2.138     |
| 2014–2015 | 5         | 12        | Fortuna Liga | 33        | 12        | 11        | 10        | 52–50     | 47        | 1.866     |
| 2015–2016 | 10        | 12        | Fortuna Liga | 33        | 7         | 9         | 17        | 30–48     | 30        | 1.711     |

## In Europa
#Q = #kwalificatieronde, T/U = Thuis/Uit, W = Wedstrijd, PUC = punten UEFA coëfficiënten .
Uitslagen vanuit gezichtspunt FK Senica
| Seizoen | Competitie    | Ronde | Land                | Club                 | Totaalscore | 1e W    | 2e W    | PUC |
| ------- | ------------- | ----- | ------------------- | -------------------- | ----------- | ------- | ------- | --- |
| 2011/12 | Europa League | 3Q    | Vlag van Oostenrijk | Red Bull Salzburg    | 0-4         | 0–1 (U) | 0–3 (T) | 0.0 |
| 2012/13 | Europa League | 1Q    | Vlag van Hongarije  | MTK Boedapest        | 3-2         | 1–1 (U) | 2–1 (T) | 1.5 |
|         |               | 2Q    | Vlag van Cyprus     | APOEL Nicosia        | 0-3         | 0–2 (U) | 0–1 (T) | 1.5 |
| 2013/14 | Europa League | 2Q    | Vlag van Montenegro | FK Mladost Podgorica | 2-3         | 2–2 (U) | 0–1 (T) | 0.5 |

Totaal aantal punten voor UEFA coëfficiënten: 2.0

## Trainer-coaches[1]
- Ladislav Hudec (2009-2010)
- Stanislav Griga (2010-2012)
- Zdeněk Psotka (2012-2013)
- Vladimír Koník (2013)
- Eduard Pagáč (2013-2014)
- Pavel Hapal (2014-)

Dunajská Streda · 
Dukla Banská Bystrica ·
FC Košice ·
Železiarne Podbrezová ·
MFK Ružomberok · 
Skalica ·
Slovan Bratislava · 
Spartak Trnava · 
AS Trenčín · 
MFK Zemplín Michalovce · 
FC ViOn Zlaté Moravce ·
MŠK Žilina